# Dan Ialá
Dan Iala N'Canha Baranção, geralmente conhecida por Dan Ialá, é uma política da Guiné-Bissau.
Foi eleita deputada à Assembleia Nacional Popular, pelo Partido Africano para a Independência da Guiné e Cabo Verde, em 2015, e novamente em 2019, pelos sectores de Catió e Komo, da região de Tombali. Ocupa atualmente o cargo de primeira secretária da mesa do Parlamento.